# Trouble in Tahiti
Trouble in Tahiti es una ópera en un acto y siete escenas con música y letra de Leonard Bernstein. La ópera se estrenó el 12 de junio de 1952 en Waltham, Massachusetts. La obra dura alrededor de cuarenta minutos. 

## Historia
La ópera se estrenó el 12 de junio de 1952 en el Festival de Berstein de Artes Creativas en el campus de la Universidad Brandeis en Waltham, Massachusetts ante una audiencia de casi tres mil personas. El Teatro de Ópera de la NBC posteriormente presentó la ópera en televisión en noviembre de 1952; una producción que notó el destacado debut profesional de la mezzosoprano Beverly Wolff en el papel de Dinah. Wolff más tarde volvió a interpretar el papel en la primera presentación ante la Ópera de la Ciudad de Nueva York de la obra en 1958. La ópera posterior de Bernstein, A Quiet Place (1983), incluye Trouble in Tahiti en la forma de un amplio flashback y ambas versiones se representan regularmente por todo el mundo.
Esta ópera se representa poco; en las estadísticas de Operabase aparece la n.º 165 de las óperas representadas en 2005-2010, siendo la 4.ª en Estados Unidos y la segunda de Bernstein, con 18 representaciones en el período.

## Personajes
| Personaje                  | Tesitura     | Reparto del estreno, 12 de junio de 1952 (Director: Leonard Bernstein) |
| -------------------------- | ------------ | ---------------------------------------------------------------------- |
| Sam, un hombre de negocios | barítono     | David Atkinson                                                         |
| Dinah, su esposa           | mezzosoprano | Nell Tangeman                                                          |
| Primer miembro del trío    | soprano      | Constance Brigham                                                      |
| Segundo miembro del trío   | tenor        | Robert Kole                                                            |
| Tercer miembro del trío    | barítono     | Claude Heater                                                          |

## Argumento
Ambientada en un suburbio rico estadounidense, la historia representa el desencanto de Dinah con su esposo Sam, quien está más interesado en su carrera y en sus entretenimientos más que en su familia. 
La ópera se abre con una feliz tonada, mientras el coro canta a la vida suburbana de los años cincuenta. Comienza en el desayuno de la pareja, mientras están discutiendo. Dinah acusa a Sam de indiscreciones con su secretaria, y Sam enfadado dice que es su celosa imaginación. Dinah recuerda a Sam que su hijo Junior tiene una obra escolar ese día, pero Sam dice que no puede ir debido a su torneo de balonmano. Sam se marcha a trabajar.
En la siguiente escena, un encantador Sam aparece en su oficina tratando con clientes por teléfono. Después de cada cliente con el que habla, el coro canta a su genio y su habilidad en los negocios.
La acción se traslada a la oficina de un psiquiatra. Dinah le cuenta a su médico el sueño que tuvo la noche anterior, en la que ella está en un jardín donde todas las plantas se han "vuelto semilla". Luego oye a su padre llamándola. Se marcha, pero parece perdida. No hay ninguna señal o sendero que le diga cómo salir. Oye entonces una segunda voz. Todo a su alrededor se hace más aterrador a cada paso. 
La acción regresa a Sam y su oficina, quien primero habla a su secretaria, a la que no se ve, y, sorprendido de ser contestado de forma afirmativa, luego le dice que fue "un accidente," y sugiere que ella olvide lo ocurrido. 
Dinah continúa la historia de su sueño. Ahora la domina el deseo. Todo lo que quiere hacer es tocar la cara y la mano de esta voz misteriosa. Finalmente ve la cara y de nuevo va corriendo hacia él. Cuando ella finalmente se le acerca, él desaparece dejándola en el jardín y se despierta. 
Dinah se va de la oficina del doctor y se topa con Sam en la calle. Se mienten sobre una supuesta cita a la hora de comer con alguien, como una excusa para no comer juntos. Se separan, pero de repente se dan cuenta de lo que acaba de ocurrir. Justo entonces recuerdan los días en que eran felices, y se preguntan "¿Por qué tuve que mentir?".  Se marchan, lamentando tener que comer a solas.
El coro alaba las alegrías de la vida de casada. Sam está en el gimnasio. Dinah está en una sombrerería, cantando sobre la "terrible" película que acaba de ver, titulada Trouble in Tahiti. Ella se burla de la ridícula trama de la película, pero le gusta la trama romántica. Entonces recuerda que tiene que preparar la cena a Sam.
La escena final de la ópera vuelve a la casa de la pareja. Dinah acaba de poner la cena y Sam está afuera, en la puerta de entrada, temiendo la tarde que se avecina. Ha ganado su torneo de balonmano, pero se da cuenta de que cada victoria tiene un precio. Al final, él entra, mientras que el coro canta de juntar "a los que se aman" con los "placeres vespertinos". Dinah está haciendo punto y Sam está leyendo el periódico. Es una pintura perfecta de lo que debe ser la vida de una pareja suburbana feliz, pero no hay felicidad en la habitación, sólo tensión. 
Sam le pide a Dinah que hablen. Pretendiendo no ser consciente de los problemas, ella replica "¿Sobre qué, cariño?" Siguen adelante cuidadosamente y parece que hay poco progreso. Desafortunadamente, vuelven a discutir. Sam pregunta sobre la obra escolar de Junior; Dinah responde que ella no fue. Sam ahora le da una última oportunidad y le pide que vaya con él a ver la nueva película: "Algo sobre... ¿Tahiti?" Dinah se muestra conforme (sin mencionar que ella vio la película esa tarde), y ambos en su fuero interno desean que se puedan reconciliar. Mientras tanto, se conforman con las imágenes de la felicidad —la "felicidad que se compra y se vende"- mostrada en "una super pantalla de plata."  Se marchan mientras el coro irónicamente parafrasean una canción de amor de la película: "Island Magic."